# Stara Łubianka (gromada)
Stara Łubianka – dawna gromada, czyli najmniejsza jednostka podziału terytorialnego Polskiej Rzeczypospolitej Ludowej w latach 1954–1972.
Gromady, z gromadzkimi radami narodowymi (GRN) jako organami władzy najniższego stopnia na wsi, funkcjonowały od reformy reorganizującej administrację wiejską przeprowadzonej jesienią 1954 do momentu ich zniesienia z dniem 1 stycznia 1973, tym samym wypierając organizację gminną w latach 1954–1972.
Gromadę Stara Łubianka z siedzibą GRN w Starej Łubiance utworzono – jako jedną z 8759 gromad na obszarze Polski – w powiecie wałeckim w woj. koszalińskim na mocy uchwały nr 43/54 WRN w Koszalinie z dnia 5 października 1954. W skład jednostki weszły obszary dotychczasowych gromad Stara Łubianka, Nowa Łubianka, Tarnowo i Zabrodzie ze zniesionej gminy Stara Łubianka w tymże powiecie. Dla gromady ustalono 13 członków gromadzkiej rady narodowej.
1 stycznia 1958 do gromady Stara Łubianka włączono obszar zniesionej gromady Krępsko (oprócz wsi Płytnica i Piecemin) w tymże powiecie.
31 grudnia 1959 do gromady Stara Łubianka włączono wieś Zawada i przysiółek Wildek ze zniesionej gromady Skrzatusz w tymże powiecie.
Gromada przetrwała do końca 1972 roku, czyli do kolejnej reformy gminnej.